# Sunitha Upadrashta
Sunitha Upadrashta'  (n. 10 de mayo de 1978 en Guntur) es una cantante de playback o reproducción y artista de doblaje dentro de la industria del cine Telugu india.
Ella ha sido una de las intérpretes más aclamadas siendo una de las principales cantantes de ganadoras a la misma línea de Sri SP Balasubrahmanyam, M. Balamuralikrishna, Smt. P. Suseela, Smt.S. Janaki y entre otros. Ha trabajado como una cantante profesional, también como actriz de doblaje, y como un ancla en distintos canales de televisión en programas musicales. En doblajes en casi 500 películas en 8 años.

## Biografía
Sunita nació en Telugu, aunque su familia es originaria de Brahmán. Sus padres son Upadrasta Sri Narasimha Rao y Smt. Sumathi eran conocidos por interpretar géneros musicales de Vijayawada y Guntur. Se casó a los 19 años de edad. Su esposo es Kiran, con quien tiene dos hijos, Akasha, su hijo y Shreya, su hija.

## Carrera
Su carrera musical comenzó a una edad muy temprana a los 3 años de edad y tuvo una formación en música de Pemaraju Surya Rao en el canto y en el Kalaga Krishna Mohan a los 8 años edad. Ganó varios premios y en varias competiciones, en la que obtuvo las clasificaciones de Medallas de Oro en sus inicios. Sunitha, a sus 10 años de edad, participó en Tyagaraja Aradhana Utsavalu, junto con su gurú "Sri Surya Rao Pemmaraju Garu".
Luego se inició como cantante de playback o de reproducción de películas a la edad de 15 años. Sri Sasi Preetham, un director de música le dio la oportunidad para interpretar en la película 'Gulabi' y su canción "Ee vela he Neevu" fue escrito por Sirivennela Sitaramasastri.

### Selección de filmografías con otros artistas
- Choodalani Vundi (for Soundarya)
- Manasantha Nuvve (for Tanu Roy)
- Jayam (for Sadha)
- Indra (for Sonali Bendre)
- Okariki Okaru (for Aarti Chhabria)
- Nenunnanu (for Shriya)
- Anand (for Kamalinee Mukherjee)
- Mr & Mrs Sailaja Krishnamurthy (for Laila)
- Godavari (for Kamalinee Mukherjee)
- Simha (for Nayantara)
- Sri Rama Rajyam (for Nayantara)
- Sri Ramadasu (for Sneha)

## Premios

### Premios nacionales
As a student, she received First National Award for Folk songs at Delhi, Ministry of Cultural Affairs, Delhi and she received a scholarship at the age of 8 years.
- National Award from All India Radio under light music category in 1994 at the age of 15 years.

### Premios Nandi
- Nandi Award from State Government of Andhra Pradesh for year 1999 as the Best female playback singer for TV film “Antha Rangaalu”
- Nandi Award from State Government of Andhra Pradesh for year 2002 as the Best Female dubbing artist for the movie Jayam
- Nandi Award from State Government of Andhra Pradesh for year 2003 as the Best Female playback singer for the Movie “Athade oka Sainyam”
- Nandi Award from State Government of Andhra Pradesh for year 2004 as the Best Female dubbing artist for the movie Anand (Voice of the Kamalinee Mukherjee)
- Nandi Award from State Government of Andhra Pradesh for year 2005 as the Best Female dubbing artist for the movie “Pothe Poni”.[1]
- Nandi Award from State Government of Andhra Pradesh for year 2006 as the Best Female playback singer for the movie Godavari
- Nandi Award from State Government of Andhra Pradesh for year 2010 as the Best female playback singer for TV film "Anthahpuram"

### Premios Filmfare
- Won: Best Female Playback Singer (2010) for the movie Cheluveye Ninne Nodalu to the song "O Priyathama"
- Nominated: Best Female Playback (2009) for the movie Pravarakhyudu to the song "Neela Neela Mabbulu"
- Nominated: Best Female Playback (2010) for the movie Vedam to the song "Egiripothe"
- Nominated: Best Female Playback Singer (2010) for the movie Modalasala to the song "Prathama"

### Otros premios
- Vamsi Berkeley Award as Best female playback singer in year 1999.
- Vaartha Vasavi Award as a best playback singer (2000)
- Bharata Muni Award (2000)
- Cine Goers Award for Best Dubbing (2002)
- Dasari Award as a best playback singer (2003)
- Best Playback Singer award from European Telugu Association, London (2003)
- Kalavedika Art Award as an All rounder for excellent performance as a Singer, Anchor and Movie dubbing artist (2003)
- Sangam P Susheela Youth Award honored with Gold Medal (2004)
- Sangam P Susheelawa Youth Award for year 2004 honored with Gold Medal.
- Vamsi Berkeley Award as Best female playback singer in year 2005
- 'Best female play back singer of tollywood 2010' award for the song “Hrudaya Vedana” from the film “Aa Intlo” music scored by sri Koti. This award was given by “Radio Mirchi” in a grand function held at Chennai on Saturday 17 July 2010.
- TV Award 2009 for Best Female Playback Singer presented by Delhi Telugu Academy in Hyderabad on August 8, 2010.[2]
- TSR - TV9 Award for Best playback singer - female (2010) was presented on April 10, 2011 in Hyderabad.
- Lata Mangeshkar Best Singer Award for 2011 was presented by the State Government at 2nd Lata Mangeshkar Music Awards - 2011 function on September 28, 2011 at Ravindra Bharathi, Hyderabad.[3]

## Actuaciones
- Ella le dio su primera actuación a los 3 años.
- Ella le dio su primer programa en la música luz en el aire en el año 1995 a la edad de 16 años.
- Ha impartido alrededor de 500 programas hasta el momento en AIR, Doordarshan, TVE, TV Géminis, y MAA de TV
- También ha impartido programas en el extranjero, en Kuwait, Dubái, Malasia, Singapur, Londres, EE. UU., Filipinas etc.
- Se ha llamado 700 películas.